# San Pedro de la Paz
San Pedro de la Paz ist eine Stadt in Mittel-Chile in der Región del Bío-Bío. Sie hat 131.684 Einwohner (Stand: April 2017).

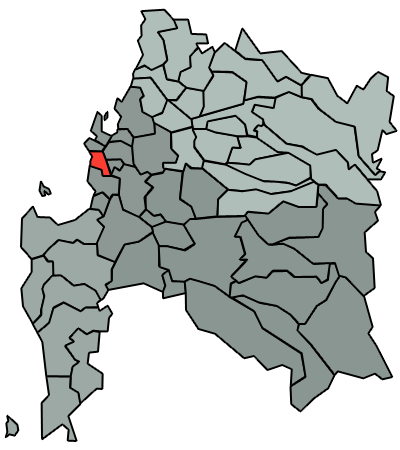
San Pedro de la Paz

## Geographie
San Pedro de la Paz ist eine von 52 Kommunen in der Region Bío-Bío und gehört zur Agglomeration Gran Concepción. Die Stadt  liegt nur wenige Kilometer südlich von Concepción, am Fluss Bío Bío direkt am Pazifischen Ozean. Sie hat eine Fläche von 112,5 km² und 14 km Küste am Pazifik.
Das Klima ist mediterran.

## Geschichte
1603 wurde der Ort Fuerte de San Pedro de la Paz von Gouverneur Alonso de Ribera gegründet.  Der Ort diente als Vorposten gegen Angriffe der Mapuche. 1888 wurde die Brücke Puente Ferroviario und 1942 die Brücke Puente Viejo über den Fluss Bío-Bío erstellt. Zusammen mit diesen Brücken nahm die Bevölkerung extrem stark zu, in den letzten 30 Jahren um den Faktor 20.

## Wirtschaft
Haupteinnahmezweige sind der Tourismus, der Hafen und die Industrie.

## Tourismus
Rund 22 km des Flusses Bío-Bío mit den Lagunen Laguna Grande San Pedro und Laguna Chica San Pedro bieten herrliche Naturlandschaften zum Wandern.

## Persönlichkeiten
- Luis Alberto Acevedo (1885–1913) war ein chilenischer Flugpionier, der zwischen 1912 und 1913 mit seinem Blériot-Eindecker weite Flüge in Chile machte. Am 22. März 1913 flog er die Strecke Concepción – Talca.
- Luis Pedro Figueroa (* 1983), Fußballspieler
- Antonia Abraham (* 1997), Ruderin
- Melita Abraham (* 1997), Ruderin